# Ministerio del Ambiente y Desarrollo Sostenible (Paraguay)
El Ministerio de Ambiente y Desarrollo Sostenible de Paraguay tiene la función de regular y ejecutar las políticas ambientales en dicho país conforme al Plan Nacional de Desarrollo. Tiene su origen en lo que fue la Secretaría del Ambiente creada en el año 2000 por la ley 1561/00, es el ente encargado de la ejecución del convenio sobre diversidad biológica y está a cargo de todos los programas internacionales sobre cambio climático, en el año 2018 alcanzó el rango de ministerio.
Desde el 15 de agosto del 2023 el actual ministro es Rolando De Barros Barreto.